# 캐치 앤 릴리즈 (영화)
캐치 앤 릴리즈(Catch And Release)는 미국에서 제작된 수잔나 그랜트 감독의 2006년 코미디, 드라마, 멜로/로맨스 영화이다. 제니퍼 가너 등이 주연으로 출연하였고 제노 타핑 등이 제작에 참여하였다.

## 출연

### 주연
- 제니퍼 가너
- 티모시 올리펀트

### 조연
- 샘 재거
- 케빈 스미스
- 줄리엣 루이스
- 조슈아 프리슨
- 피오나 쇼우
- 티나 리포드
- 조지아 크레이그

## 제작진
- 미술: 브렌트 토머스
- 세트: 레슬리 빌
- 세트: 조쉬 스카이
- 의상: 티쉬 모나한
- 배역: 데보라 아퀼라
- 배역: 린느 캐로우
- 배역: 메리 트리샤 우드